# Sony Xperia Ace III
Sony Xperia Ace III — це смартфон на базі Android, вироблений Sony. Як бюджетник серії Xperia від Sony, він був анонсований 11 травня 2022 року, окремо від раніше представних світових моделей 1 IV і 10 IV. Телефон має вийти в липні 2022 року в Японії і, на відміну від попередника, смартфон виходить одразу у декількох місцевих операторів.

## Комплект постачання
Компанія, слідом за Apple Inc. і Samsung відмовилася від постачання разом із телефоном зарядного пристрою, до комплектації смартфону входить лише інструкція. Сама коробка, виготовлена з паперу, а дизайн ідентичний Xperia Ace. Sony аргументувала це тим, що більшість користувачів смартфонів Xperia, вже мають сумісний кабель чи пристрій, паралельно з цим дозволивши зменшити коробку на 50%.

## Технічні характеристики

### Апаратне забезпечення
Пристрій змінив платформу вже з MediaTek на Qualcomm, конкретна модель процесора Snapdragon 695 5G і графічний Adreno 619. Він доступний з 4 ГБ оперативної пам’яті, стандарту LPDDR4X та 64 ГБ внутрішньої пам’яті, підтримується розширення, картою MicroSDXC до 1 ТБ за допомогою однієї SIM-карти. Дисплей має ту саму панель, розмір і роздільну здатність, від Ace II, із 5,5-дюймовим (140 мм), 21:9, 720p (1496 × 720) IPS TFT-дисплеєм, із частотою оновлення 60 Гц що забезпечує щільність пікселів 302 ppi. У Ace III змінився тип акумулятора, з літійо-полімерного на літійо-іонного, але з таким же об'ємом 4500 мА·г, який можна заряджати через порт USB-C. На задній панелі залишилася знову одна камера з датчиком на 13 Мп, а фронтальна залишилася такою ж, на 5 Мп.

### Програмне забезпечення
Смартфон із коробки постачається на Android 12 разом із власною оболонкою Xperia UI, яка мало чим відрізняється від звичайного Android. Він має панель швидкого доступу Side Sense збоку на дисплеї телефону для запуску меню ярликів до програм і функцій, починаючи з Xperia XZ3, з додаванням віджета для керування програмою для навушників Sony. З нових функцій які появилися саме в оболонці є Multi-window, він викликається коли увімкнений список запущених програм, або через Side Sense. По суті, дозволяє відкривати два програми, одночасно, розділивши екран навпіл. Якщо увімкнені нижні кнопки на панелі, то в цьому режимі, справа буде кнопка зміни програми. Але на відмінно від стандартного Android, Multi-window може запам'ятай 3 пари раніше запущених програм, одночасно. Як і у звичайній ОС, розділювати програми можна не тільки за пропорцією 50:50, але і в довільній. Також в операторських версіях перед-завантажено власне програмне забезпечення

## Нотатки
1. ↑  Суфікс римської цифри моделі вимовляється як Mark III ("позначка три").